# Sébastien Haller
Sébastien Romain Teddy Haller, född 22 juni 1994 i Ris-Orangis i Frankrike, är en ivoriansk fotbollsspelare (anfallare) som spelar för Borussia Dortmund. Han representerar även det ivorianska landslaget.

## Karriär
Den 15 februari 2015 gjorde Haller fyra mål för FC Utrecht i en 6–1-vinst över FC Dordrecht.
Den 15 maj 2017 värvades Haller av tyska Eintracht Frankfurt. Den 17 juli 2019 värvades Haller av engelska West Ham United, där han skrev på ett femårskontrakt med option på ytterligare ett år. Haller gjorde sin Premier League-debut den 10 augusti 2019 i en 5–0-förlust mot Manchester City.
Den 8 januari 2021 värvades Haller av Ajax, där han skrev på ett 4,5-årskontrakt. Två dagar senare debuterade Haller i Eredivisie i en 2–2-match mot PSV Eindhoven.
Den 6 juli 2022 värvades Haller av Borussia Dortmund, där han skrev på ett fyraårskontrakt.